# Kaiparathina
Kaiparathina is een geslacht van weekdieren uit de klasse van de Gastropoda (slakken).

## Soorten
- Kaiparathina boucheti B. A. Marshall, 1993
- Kaiparathina coriolis B. A. Marshall, 1993
- Kaiparathina daedala B. A. Marshall, 1993
- Kaiparathina fasciata B. A. Marshall, 1993
- Kaiparathina navakaensis (Ladd, 1982) †
- Kaiparathina praecellens Laws, 1941 †
- Kaiparathina senex B. A. Marshall, 1995 †
- Kaiparathina vaubani B. A. Marshall, 1993